# Mendoza pulchra
Mendoza pulchra là một loài nhện trong họ Salticidae.
Loài này thuộc chi Mendoza. Mendoza pulchra được Jerzy Prószyński miêu tả năm 1981.